# Winston-Salem Open 2022
Winston-Salem Open 2022 là một giải quần vợt nam thi đấu trên mặt sân cứng ngoài trời. Đây là lần thứ 53 giải Winston-Salem Open được tổ chức (giải đấu trước đó ở New Haven và Long Island), và là một phần của ATP Tour 250 trong ATP Tour 2022. Giải đấu diễn ra tại Wake Forest University ở Winston-Salem, North Carolina, Hoa Kỳ, từ ngày 21 đến ngày 27 tháng 8 năm 2022. Đây là giải đấu cuối cùng trong US Open Series 2022 trước Giải quần vợt Mỹ Mở rộng 2022.

## Điểm và tiền thưởng

### Phân phối điểm
| Sự kiện | VĐ  | CK  | BK | TK | Vòng 1/16 | Vòng 1/32 | Vòng 1/48 | Q | Q2 | Q1 |
| Đơn     | 250 | 150 | 90 | 45 | 20        | 10        | 0         | 5 | 3  | 0  |
| Đôi     | 250 | 150 | 90 | 45 | 0         | —         | —         | — | —  | —  |

### Tiền thưởng
| Sự kiện | VĐ       | CK      | BK      | TK      | Vòng 1/16 | Vòng 1/32 | Vòng 1/48 | Q2     | Q1     |
| Đơn     | $100,475 | $57,660 | $33,115 | $19,125 | $10,925   | $6,420    | $3,905    | $2,070 | $1,145 |
| Đôi*    | $39,530  | $20,700 | $11,690 | $6,780  | $4,000    | —         | —         | —      | —      |

*mỗi đội

## Nội dung đơn

### Hạt giống
| Quốc gia | Tay vợt                 | Xếp hạng† | Hạt giống |
| -------- | ----------------------- | --------- | --------- |
| BUL      | Grigor Dimitrov         | 18        | 1         |
| NED      | Botic van de Zandschulp | 24        | 2         |
| DEN      | Holger Rune             | 29        | 3         |
| USA      | Maxime Cressy           | 32        | 4         |
| ITA      | Lorenzo Musetti         | 33        | 5         |
| GEO      | Nikoloz Basilashvili    | 34        | 6         |
| ARG      | Sebastián Báez          | 35        | 7         |
| ESP      | Albert Ramos Viñolas    | 40        | 8         |
| FIN      | Emil Ruusuvuori         | 44        | 9         |
| FRA      | Benjamin Bonzi          | 48        | 10        |
|          | Ilya Ivashka            | 49        | 11        |
| ESP      | Pedro Martínez          | 53        | 12        |
| GBR      | Jack Draper             | 55        | 13        |
| ITA      | Lorenzo Sonego          | 56        | 14        |
| ESP      | Jaume Munar             | 57        | 15        |
| POR      | João Sousa              | 59        | 16        |

† Bảng xếp hạng vào ngày 15 tháng 8 năm 2022.

### Vận động viên khác
Đặc cách:
- Grigor Dimitrov
- Dominic Thiem
- J.J. Wolf
- Mikael Ymer

Bảo toàn thứ hạng:
- Kyle Edmund

Vượt qua vòng loại: 
- Marc-Andrea Hüsler
- Jason Kubler
- Emilio Nava
- Christopher O'Connell

Thua cuộc may mắn:
- Taro Daniel
- Márton Fucsovics
- Tallon Griekspoor
- Shintaro Mochizuki
- Michail Pervolarakis

### Rút lui
Trước giải đấu
- Sebastián Báez → thay thế bởi  Márton Fucsovics
- Alexander Bublik → thay thế bởi  Adrian Mannarino
- Pablo Carreño Busta → thay thế bởi  Taro Daniel
- Hugo Dellien → thay thế bởi  Shintaro Mochizuki
- Tomás Martín Etcheverry → thay thế bởi  Michail Pervolarakis
- Marcos Giron → thay thế bởi  Peter Gojowczyk
- Quentin Halys → thay thế bởi  Denis Kudla
- Alex Molčan → thay thế bởi  John Millman
- Brandon Nakashima → thay thế bởi  Jack Draper
- Oscar Otte → thay thế bởi  Richard Gasquet
- Tommy Paul → thay thế bởi  Dušan Lajović
- Holger Rune → thay thế bởi  Tallon Griekspoor
- Frances Tiafoe → thay thế bởi  Steve Johnson

## Nội dung đôi

### Hạt giống
| Quốc gia | Tay vợt         | Quốc gia | Tay vợt          | Xếp hạng† | Hạt giống |
| -------- | --------------- | -------- | ---------------- | --------- | --------- |
| CRO      | Nikola Mektić   | CRO      | Mate Pavić       | 23        | 1         |
| CRO      | Ivan Dodig      | USA      | Austin Krajicek  | 31        | 2         |
| AUS      | Matthew Ebden   | GBR      | Jamie Murray     | 54        | 3         |
| GBR      | Lloyd Glasspool | FIN      | Harri Heliövaara | 56        | 4         |

† Bảng xếp hạng vào ngày 15 tháng 8 năm 2022.

### Vận động viên khác
Đặc cách:
- Robert Galloway /  Alex Lawson
- Skander Mansouri /  Matthew Thomson

### Rút lui
- Marcelo Arévalo /  Jean-Julien Rojer → thay thế bởi  Hugo Nys /  Jan Zieliński
- Matthew Ebden /  Max Purcell → thay thế bởi  Matthew Ebden /  Jamie Murray
- Santiago González /  Andrés Molteni → thay thế bởi  Aleksandr Nedovyesov /  Aisam-ul-Haq Qureshi
- Wesley Koolhof /  Neal Skupski → thay thế bởi  Fabrice Martin /  Jonny O'Mara
- Kevin Krawietz /  Andreas Mies → thay thế bởi  Sander Gillé /  Joran Vliegen
- Jamie Murray /  Bruno Soares → thay thế bởi  Nathaniel Lammons /  Jackson Withrow

## Nhà vô địch

### Đơn
- Adrian Mannarino đánh bại  Laslo Đere, 7–6(7–1), 6–4

### Đôi
- Matthew Ebden /  Jamie Murray đánh bại  Hugo Nys /  Jan Zieliński, 6–4, 6–2